# Cyclommatus tarandus
Cyclommatus tarandus là một loài bọ cánh cứng trong họ Lucanidae. Loài này được Thunberg mô tả khoa học năm 1806.